# جيمس ألين (صحفي)
جيمس ألين (بالإنجليزية: James Allen)‏ هو صحفي بريطاني، ولد في 5 نوفمبر 1966 في ليفربول في المملكة المتحدة.

## وصلات خارجية
- الموقع الرسمي